# Егоров, Николай Максимович
Николай Максимович Егоров (1871, Пермская губерния — после 1926) — рабочий, журналист, депутат III Государственной думы от Пермской губернии (1907—1912).

## Биография

### Ранние годы. Рабочий-революционер
Родился в 1871 году в семье мастерового. Окончил начальную сельскую школу.
Начал работать на Серебрянском заводе горнозаводским мастеровым, затем — был чернорабочим в сталелитейном цехе на Мотовилихинских пушечных заводах в Перми (годовой заработок — 360 рублей). С 1903 года являлся участником социал-демократического кружка, собиравшегося на его же квартире. Позднее, в 1907 году, сам стал руководителем этого кружка «рабочих высшего типа». 
В конце 1904 года вступил в РСДРП. С лета 1908 года находился под наблюдением царской «охранки». По подозрения в принадлежности к боевой дружине партии социалистов-революционеров на основании "Положения" от 14 августа 1881 года провёл в тюрьме 4 месяца и 8 дней.

### Депутат III Думы
На губернском избирательном собрании 14 октября 1907 года являлся выборщиком от рабочей курии. Избрался в Третью Государственную Думу Российской империи от общего состава выборщиков Пермского губернского избирательного собрания.
В Думе вошёл в социал-демократическую фракцию. Работал в составе двух думских комиссий: по рабочему вопросу и финансовой. Участвовал в обсуждении законопроектов по вопросам рабочего законодательства: при его участии был внесён так называемый уральский аграрный законопроект «О наделении землей уральских мастеровых и сельских работников казенных, посессионных, частновладельческих горных заводов», получивший популярность на Урале. Подпись Н. Егорова стоит под двумя законопроектами: «Об отмене смертной казни» и «Правила приема в высшие учебные заведения».

Более 80 раз выступал с парламентской трибуны, в основном по проблемам рабочего законодательства. Его выступления носили ярко выраженный антиправительственный характер: в частности, он подчеркивал, что за свою рабочую политику «центральная власть должна быть на скамье подсудимых», а саму Третью Госдуму называл «антирабочей». В одном из своих выступлений он так сформулировал задачу социал-демократов в парламенте: 
Мы, социал-демократы, представители рабочих пришли в III Думу только для того, чтобы защищать интересы рабочих, мы всегда зорко будем следить за деятельностью правительства и разоблачать его деяния, и мы всегда будем настаивать на улучшении положения рабочих
Неоднократно заявлял о необходимости сплочения рабочих для борьбы с «полицейским режимом» действующей власти. Из всех пермских депутатов Государственной Думы он отличался наиболее скандальным парламентским поведением: 56 раз прерывал ораторов возгласами (часто, используя «непарламентские выражения»); получил 27 замечаний от председательствовавших в думских собраниях.
В 4-ю сессию им также был спровоцирован скандал на вечернем заседании 2 марта 1911 года при обсуждении вопроса о положении дел в учебных заведениях России. После того, как он обозвал оратора правых В. А. Образцова «негодяем», в зале заседаний «поднялся шум» и началась перепалка между отдельными депутатами, прекратить которую председатель Думы оказался не в состоянии. Через два дня, 4 марта, во время выступления, отведенного для объяснения своего поведения, Н. Егоров назвал правых членов парламента «наемными убийцами учащейся молодежи». По постановлению общего собрания, на основании статьи 38 Учреждений Государственной думы от 20 февраля 1906 года, он был устранен на пять думских заседаний.
Будучи депутатом, продолжал внепарламентскую партийную деятельность: активно сотрудничал в газетах «Звезда», «Правда», «Уральская жизнь», а также в журналах «Мысль» и «Просвещение». По сведениям Департамента полиции в 1909 году всю получаемую из-за границы нелегальную литературу пересылал на Уральские заводы. Несколько раз ездил на Урал и докладывал о результатах своих поездок на заседании социал-демократической фракции. Вёл переписку с рабочими уральских заводов, встречался с ними в Санкт-Петербурге, многократно выступал перед рабочими городов Пермь, Екатеринбург, Челябинск, на Мотовилихинском, Каслинском, Лысьвенском, Кыштымском и других заводах, пропагандировал революционные требования РСДРП, а также — выслушивал жалобы, просьбы и заявления рабочих, оказывал им содействие в решении различных вопросов, встречался с активными членами местных комитетов РСДРП, выступал в уральской печати, взял на себя ходатайство по поводу очистки реки Кыштым.
В июле 1908 года, в связи с его приездом на Мотовилиху, пермский губернатор объявил завод и окружающие его селения «на положении чрезвычайной охраны». Зимой 1910‑-1911 года участвовал в совещаниях с активистами легальных рабочих организаций в Москве.
В 1910 году в секретной записке Петербургского охранного отделения его характеризовали следующим образом:

Более крупную величину из рабочих представляет Егоров. Это человек в высшей степени энергичный. Во время каникул он объезжает фабрики и заводы Урала и изучает жизнь рабочих, читает на местах лекции и доклады и знакомится с положением дел в партийных организациях. Во время сессии получает массу писем; организует депутации в Государственную думу и к министрам, часто предлагает фракции материалы для запросов. Во фракции пользуется крупным уважением, несмотря на то, что человек малообразованный. Выступает исключительно почти по рабочему вопросу. В настоящее время готовит большую речь по законопроекту о страховании рабочих. На заседаниях фракции больше молчит, записывая то, что ему кажется пригодным для возможного выступления. Со сведущими лицами советуется, но речей не записывает, потому что всегда говорит на темы фактически-бытового характера, а это ему более известно, чем сведущим лицам. Несомненно, будет переизбран.

### Журналист. Межрайонец. ВСНХ
После истечения депутатских полномочий посетил Пермь и Екатеринбург, где попытался добиться своего повторного выдвижения выборщиком по рабочей курии, но был «разъяснён» губернскими властями и лишён избирательного ценза. Сотрудничал в газете «Пермский край». Осенью 1912 года вернулся в столицу.
В Санкт-Петербурге занялся журналистской деятельностью: сотрудничал в газете «Луч» (постоянный сотрудник с 1913 года) и был издателем «Новой рабочей газеты». В ноябре 1913 года стал одним из инициаторов создания «Межрайонной организации объединенных социал-демократов» (межрайонцы), выступавшей за восстановление единой РСДРП.
Летом 1917 года на VI съезде РСДРП(б), межрайонцы, руководимые Л. Д. Троцким, вошли в состав РСДРП(б). В конце 1917 — в начале 1918 года работал в аппарате Высшего совета народного хозяйства (ВСНХ) — входил в состав коллегии Уралсекции при металлургическом отделе ВСНХ.
В дальнейшем занимался административно‑хозяйственной деятельностью, в том числе, заведовал в Ленинграде гостиницей «Гермес». С 24 августа 1926 года — член РКП(б). После 1926 года его судьба не прослежена.

## Произведения
- Статьи «Положение уральской промышленности и закон 3 декабря 1862 года», «К положению промышленности и рабочих Урала», «Реформа 1861 года и современное положение горнозаводского населения», «Дело Урала в ГД», «Уральские вопросы в 3-й ГД», «Безответственные депутаты», «Кто политически воспитывает страну» и другие[2].

## Семья
Был женат (на 1907 год).